# قاي نيومان
قاي نيومان (بالإنجليزية: Guy Newman)‏ (26 نوفمبر 1957 ببورتسموث في المملكة المتحدة - ) هو مدرب كرة قدم ولاعب كرة قدم أمريكي في مركز الدفاع. لعب مع تامبا باي راوديز وMaccabee Los Angeles ‏ ونادي غوادالاخارا (نادي كرة قدم) وفورت لودردايل سترايكرز وMiami Americans ‏.

## وصلات خارجية
- قاي نيومان على موقع قاعدة بيانات كرة القدم.إي يو (الإنجليزية)